# Lincks Walzenseestern

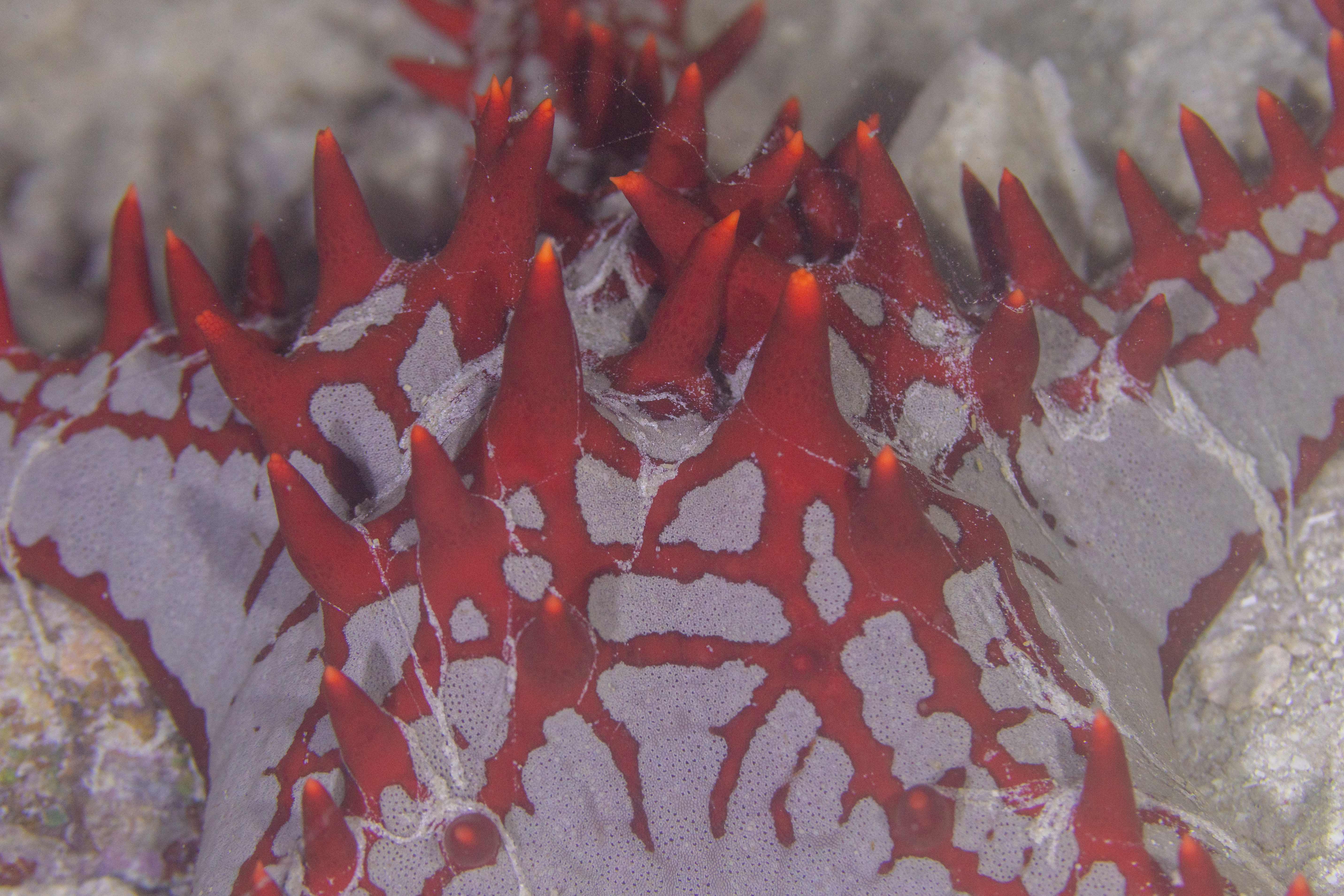
Detailsicht

Lincks Walzenseestern (Protoreaster linckii) ist ein großer, 30 Zentimeter Durchmesser erreichender Seestern. Er lebt im tropischen Indischen Ozean von Ostafrika bis Westaustralien.

## Merkmale
Lincks Walzenseestern hat einen massiven Körper, mit am Rumpfansatz sehr breiten, vorn abgerundeten, im Querschnitt dreieckigen Armen. Körper und Arme sind von großen roten Dornen bedeckt, deren Spitzen heller sind und die durch rote Linien verbunden sind. In der Rumpfmitte bilden fünf hohe Dornen ein 5-Eck. Lincks Walzenseestern ist von cremefarbener, hellbrauner oder rotweißer Grundfarbe.

## Lebensweise
Lincks Walzenseesterne leben einzeln oder in losen Gruppen auf Sand- und Schlammzonen, zwischen Seegras und auf Korallenriffen, in Tiefen zwischen einem und 30 Metern. Sie ernähren sich von allem, was organischen Ursprungs ist und was sie überwältigen können. Zu ihrem Nahrungsspektrum gehören Algen, Detritus, sessile wirbellose Tiere, wie Schwämme und Blumentiere, Schnecken, Muscheln, Krebstiere, Borstenwürmer, kleinere Stachelhäuter und schlafende Fische. Um die Stacheln gewickelt findet sich oft ein kleiner Schlangenstern (Ophiothela sp.).
Die Stachelhäuter vermehren sich gewöhnlich geschlechtlich durch die Abgabe der Gameten ins Wasser, daneben tritt sehr selten eine ungeschlechtliche Vermehrung durch Teilung auf.
Wegen der schönen Farben werden die Tiere gesammelt, getrocknet und als Souvenirs an Touristen verkauft.